# معاهدة الراين الحديدي
كانت معاهدة الراين الحديدي (1873) معاهدة بين بلجيكا وهولندا بشأن مرور خط سكة حديد الراين الدولي من أنتويرب (بلجيكا) إلى مونشنغلادباخ (ألمانيا) فوق الأراضي الهولندية في ليمبورغ (هولندا). أدى هذا إلى تفعيل الحق البلجيكي في الوصول إلى ألمانيا عبر الأراضي الهولندية المنشأة بموجب معاهدة لندن لعام 1839. كان من المقرر تشغيل خط السكة الحديدي، المعروف عمومًا باسم "الراين الحديدي"، كامتياز من الشركة البلجيكية كومباني دو نورد. أنهت المعاهدة أيضًا المدفوعات السنوية البالغة 400,000 فلورين المستحقة لهولندا من بلجيكا بموجب معاهدة 5 نوفمبر 1842، مقابل دفع 8,900,000 فلورين على أقساط ربع سنوية على مدار عام. علاوة على ذلك، عدلت المعاهدة الواجب على المشروبات الهولندية.
تم التوقيع على الاتفاقية في بروكسل في 13 يناير 1873، من قبل وزيري الشؤون الخارجية والمالية البلجيكيين غيوم دي أسبريمونت ليندن وجول مالو على التوالي، ويوهان فيلهلم فان لانسبيرج، السفير الهولندي في بروكسل. تم تبادل التصديقات في بروكسل في 18 يونيو 1873.
في 19 يونيو، أقر البرلمان البلجيكي مشروع قانون يمنح القوة القانونية للمعاهدة ويمكّن الحكومة البلجيكية من إصدار سندات حكومية بفائدة 3 في المائة لجمع مبلغ 18,750,000 فرنك بلجيكي.
سقطت السكك الحديدية في حالة إهمال بعد عام 1991، ولكن في عام 2004 سعت الحكومة البلجيكية مرة أخرى إلى ممارسة حقها التعاهدي في الوصول إلى ألمانيا عبر الأراضي الهولندية، مما أدى إلى صدور حكم عام 2005 لمحكمة التحكيم الدائمة في لاهاي أن مثل هذا الحق لا يزال من الممكن ممارسته.